# Mušvete
Mušvete (en serbe cyrillique : Мушвете) est un village de Serbie situé dans la municipalité de Čajetina, district de Zlatibor. Au recensement de 2011, il comptait 245 habitants.

## Démographie
| 1948 | 1953 | 1961 | 1971 | 1981 | 1991 | 2002 | 2011 |
| ---- | ---- | ---- | ---- | ---- | ---- | ---- | ---- |
| 594  | 579  | 525  | 432  | 386  | 306  | 277  | 245  |

|  |